# Jean-François Fallacher

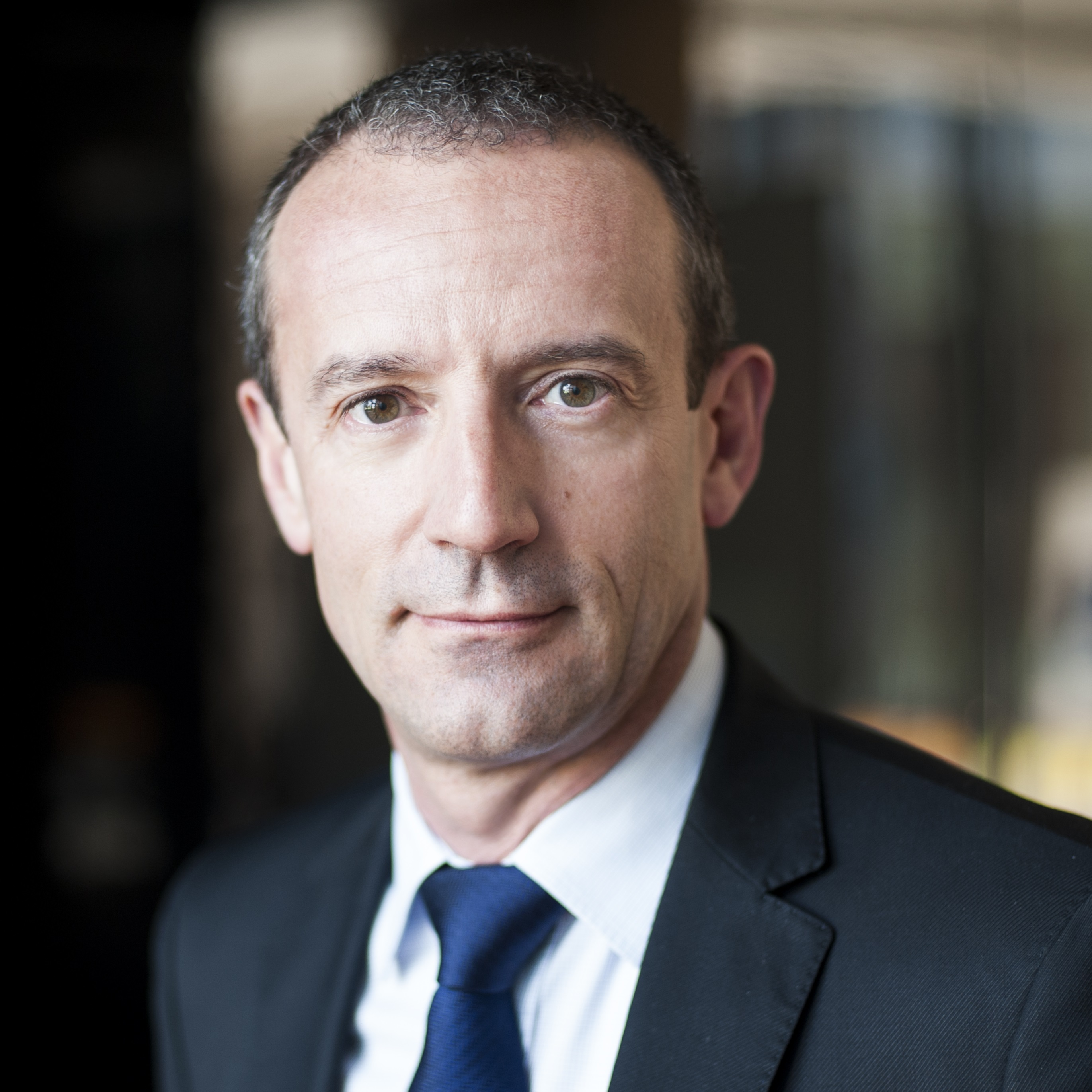
Jean-François Fallacher, prezes Orange Polska

Jean-François Fallacher (ur. 1967) – inżynier, manager, od 1 maja 2016 r. do 31 sierpnia 2020 r. prezes Orange Polska.

## Życiorys
Jest absolwentem kierunków inżynieryjnych na École Polytechnique, École Nationale Supérieure des Télécommunications w Paryżu oraz programu Rozwoju Biznesu Międzynarodowego w ESSEC Business School. 
Od ponad 20 lat zawodowo związany z Grupą Orange. Pełnił w tym czasie m.in. funkcję prezesa Sofrecom, należącej do grupy międzynarodowej spółki konsultingowej. Był też dyrektorem operacyjnym w holenderskiej spółce Wanadoo, oferującej usługi internetowe na rynku konsumenckim, gdzie zdobywał doświadczenie w okresie ekspansji internetu. Wcześniej, w latach 1999–2001, zarządzał marketingiem segmentu B2B w EuroNet Internet.
W latach 2011–2016 pełnił funkcję prezesa spółki Orange w Rumunii, wiodącego operatora komórkowego na tamtejszym rynku.